# نرخ بهره مؤثر
نرخ بهره مؤثر (به انگلیسی: Effective interest rate)، نرخ بهره مؤثر سالانه، نرخ معادل سالانه (به انگلیسی: annual equivalent rate) (AER) یا نرخ صرفاً مؤثر نرخ بهرهٔ وام یا محصول مالی است که از نرخ بهره اسمی باقی می‌ماند و در صورت بهره مرکب به عنوان «نرخ بهره معادل» بیان می‌شود. سالانه به صورت معوقه پرداخت می‌شود.
برای مقایسه نرخ بهره بین وام با دوره‌های مختلف ترکیبی مانند هفتگی، ماه شمار، نیمه سالانه یا سالانه استفاده می‌شود. نرخ بهره مؤثر گاهی از نظر احتیاطی متفاوت با نرخ درصد سالانه (APR) است: روش APR این نرخ بهره هفتگی یا ماهانه را به نرخی سالانه تبدیل می‌کند.
در مقابل، در EIR، نرخ دوره ای با استفاده از ترکیب سالانه صورت می‌گیرد. این استاندارد در اتحادیه اروپا و بسیاری از کشورهای دیگر جهان وجود دارد.
EIR از نظر مالی دقیق است، زیرا اثرات ترکیبی را ممکن می‌سازد، یعنی این واقعیت است که برای هر دوره، نرخ بهره بر مبنای اصلی محاسبه نمی‌شود بلکه بر مبلغ انباشته شده در پایان دوره قبلی از جمله سرمایه و بهره است. این استدلال هنگام جستجو در پس‌انداز به راحتی قابل درک است: اگر بهره هر ماه سرمایه‌گذاری شود، پس از آن در هر ماه پس‌انداز در کل مبلغ، از جمله بهره مربوط به دوره قبل سود می‌برد؛ بنابراین اگر کسی با ۱۰۰۰ دلار شروع به کار کند و هر ماه ۲٪ بهره کسب کند، مبلغ انباشته شده در پایان سال ۱۲۶۸٫۲۴ دلار است که نرخ بهره مؤثر در حدود ۲۶٫۸٪، و نه ۲۴٪ را نشان نمی‌دهد.
عبارت EIR یا APR اسمی می‌تواند (منوط به قانون) برای اشاره به نرخ سالانه باشد که هزینه‌های پیش پرداخت را در نظر نگیرد و سایر هزینه‌ها را نیز شامل شود.
درصد عملکرد سالانه یا مؤثر سالانه عملکرد مفهوم مشابه مورد استفاده برای پس‌انداز یا محصولات سرمایه‌گذاری، مانند گواهی سپرده است.
بسته به شرایط، بهره یا سود سالانه مؤثر ممکن است متفاوت یا محاسبه اعمال شود، و تعریف باید با دقت مورد بررسی قرار گیرد. به عنوان مثال، یک بانک ممکن است پس از ضررهای مورد انتظار، بازده موجود در سبد وام را به عنوان بازده مؤثر خود ذکر کند و درآمد سایر هزینه‌ها را نیز شامل شود، به این معنی که سود پرداخت شده توسط هر وام گیرنده ممکن است با عملکرد مؤثر بانک متفاوت باشد.

## محاسبه
نرخ بهره مؤثر مثل سالیانه به شکل زیر محاسبه می‌شود که در آن r نرخ مؤثر سالانه، i، با نرخ بهره، و n تعداد دوره ترکیب در هر سال (به عنوان مثال، ۱۲ برای ترکیب ماهانه) است محاسبه می‌شود:
{\displaystyle r\ =\ \left(1+{\frac {i}{n}}\right)^{n}-1}
به عنوان مثال، نرخ بهره اسمی ماهانه ۶٪ مرکب معادل نرخ بهره مؤثر ۶٫۱۷٪ است. ۶٪ ماهانه مرکب ۶٪ / ۱۲ = ۰٫۰۰۵ در هر ماه اعتبار می‌یابد. بعد از گذشت یک سال، سرمایه اولیه توسط عامل افزایش می‌یابد (1) + 0.005) 12 ≈ ۱٫۰۶۱۷.
هنگامی که فرکانس ترکیب تا بی‌نهایت افزایش می‌یابد، محاسبه به صورت:
{\displaystyle r\ =\ e^{i}-1}
| اسمی {{سخ}} نرخ سالانه | فرکانس ترکیب | فرکانس ترکیب | فرکانس ترکیب | فرکانس ترکیب | فرکانس ترکیب |
| اسمی {{سخ}} نرخ سالانه | شش ماه یکبار | سه ماه یکبار | ماهانه       | روزانه       | مداوم        |
| ---------------------- | ------------ | ------------ | ------------ | ------------ | ------------ |
| ۱٪                     | ۱٫۰۰۳٪       | ۱٫۰۰۴٪       | ۱٫۰۰۵٪       | ۱٫۰۰۵٪       | ۱٫۰۰۵٪       |
| ۵٪                     | ۵٫۰۶۳٪       | ۵٫۰۹۵٪       | ۵٫۱۱۶٪       | ۵٫۱۲۷٪       | ۵٫۱۲۷٪       |
| ۱۰٪                    | ۱۰٫۲۵۰٪      | ۱۰٫۳۸۱٪      | ۱۰٫۴۷۱٪      | ۱۰٫۵۱۶٪      | ۱۰٫۵۱۷٪      |
| ۱۵٪                    | ۱۵٫۵۶۳٪      | ۱۵٫۸۶۵٪      | ۱۶٫۰۷۵٪      | ۱۶٫۱۸۰٪      | ۱۶٫۱۸۳٪      |
| ۲۰٪                    | ۲۱٫۰۰۰٪      | ۲۱٫۵۵۱٪      | ۲۱٫۹۳۹٪      | ۲۲٫۱۳۴٪      | ۲۲٫۱۴۰٪      |
| ۳۰٪                    | ۳۲٫۲۵۰٪      | ۳۳٫۵۴۷٪      | ۳۴٫۴۸۹٪      | ۳۴٫۹۶۹٪      | ۳۴٫۹۸۶٪      |
| ۴۰٪                    | ۴۴٫۰۰۰٪      | ۴۶٫۴۱۰٪      | ۴۸٫۲۱۳٪      | ۴۹٫۱۵۰٪      | ۴۹٫۱۸۲٪      |
| ۵۰٪                    | ۵۶٫۲۵۰٪      | ۶۰٫۱۸۱٪      | ۶۳٫۲۰۹٪      | ۶۴٫۸۱۶٪      | ۶۴٫۸۷۲٪      |

نرخ بهره مؤثر یک مورد خاص از میزان بازده داخلی است.
اگر نرخ بهره ماهانه j باشد و در طول سال ثابت بماند، نرخ سالانه مؤثر می‌تواند به شرح زیر محاسبه شود:
{\displaystyle r\ =\ (1+j)^{12}-1}
نرخ درصد سالانه (APR) به روش زیر محاسبه می‌شود، و i نرخ بهره برای دوره و n تعداد دوره‌ها است.
APR = i × n

## نرخ بهره مؤثر (حسابداری)
در حسابداری از اصطلاح نرخ بهره مؤثر برای توصیف نرخ استفاده شده برای محاسبه هزینه بهره یا درآمد حاصل از بهره مؤثر استفاده می‌شود. این با نرخ سالانه مؤثر یکی نیست و معمولاً به عنوان نرخ APR بیان می‌شود.

## پیوندها
- نرخ بهره واقعی
- در مقابل ارزش اسمی واقعی (اقتصاد)
- برای اوراق قرضه کوپن صفر مانند قبض خزانه داری آمریکا، ممکن است به جای نرخ بهره مؤثر، نرخ تخفیف مؤثر سالانه مشخص شود، زیرا اوراق کوپن صفر با تخفیف از ارزش چهره آنها تجارت می‌کند.

## یادداشت
1. ↑  "Microfinance TRAPS - The Microfinance Transparent Pricing Supervision Handbook" (PDF). MFTransparency. June 2013.